# 神野正博
神野 正博（かんの まさひろ、1956年〈昭和31年〉1月1日 - ）は、日本の医師。専門は消化器外科。

## 概要
石川県金沢市出身。父は医師の神野正一、祖父は医師の神野正隣。
1974年（昭和49年）金沢大学附属高等学校卒業。1980年（昭和55年）日本医科大学医学部卒業。
金沢大学第二外科入局、富山県立中央病院を経て、珠洲市総合病院に勤務。
1986年（昭和61年）、金沢大学大学院修了（医学博士）。浅ノ川総合病院を経て、金沢大学第二外科助手。
1992年（平成4年）、恵寿総合病院外科部長。翌1993年（平成5年）に院長、1995年（平成7年）に医療法人菫仙会理事長に就任。

## 役職
- 社会福祉法人徳充会理事長
- 公益社団法人全日本病院協会副会長
- 一般社団法人日本病院会常任理事
- 一般社団法人日本社会医療法人協議会副会長
- 一般社団法人日本専門医医機構理事
- 石川県病院協会副会長
- VHJ機構・VHJ研究会理事
- 一般社団法人日本医療経営実践協会理事
- サービス産業生産性協議会（SPRING）幹事
- 一般社団法人日本ホスピタルアライアンス理事
- 七尾商工会議所副会頭
- 国際ロータリー第2610地区2021－22年ガバナー

【厚生労働省】社会保障審議会医療部会委員、医道審議会医師分科会医師臨床研修部会委員、医道審議会保健師助産師看護師分科会看護師特定行為研修部会委員、医療従事者の需給に関する検討会委員、同医師分科会委員を務める